# حوزه انتخابیه دوم میشیگان
حوزه انتخابیه دوم میشیگان یک حوزه انتخابیه مجلس نمایندگان آمریکا است که در ایالت میشیگان قرار دارد.